# Llista de peixos de les illes Crozet

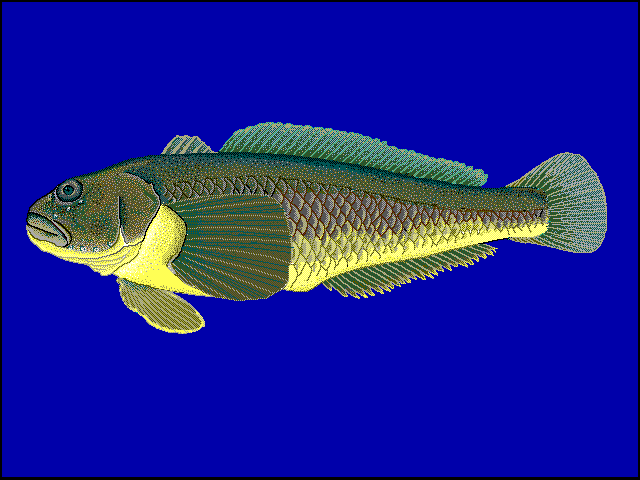
Notothenia coriiceps

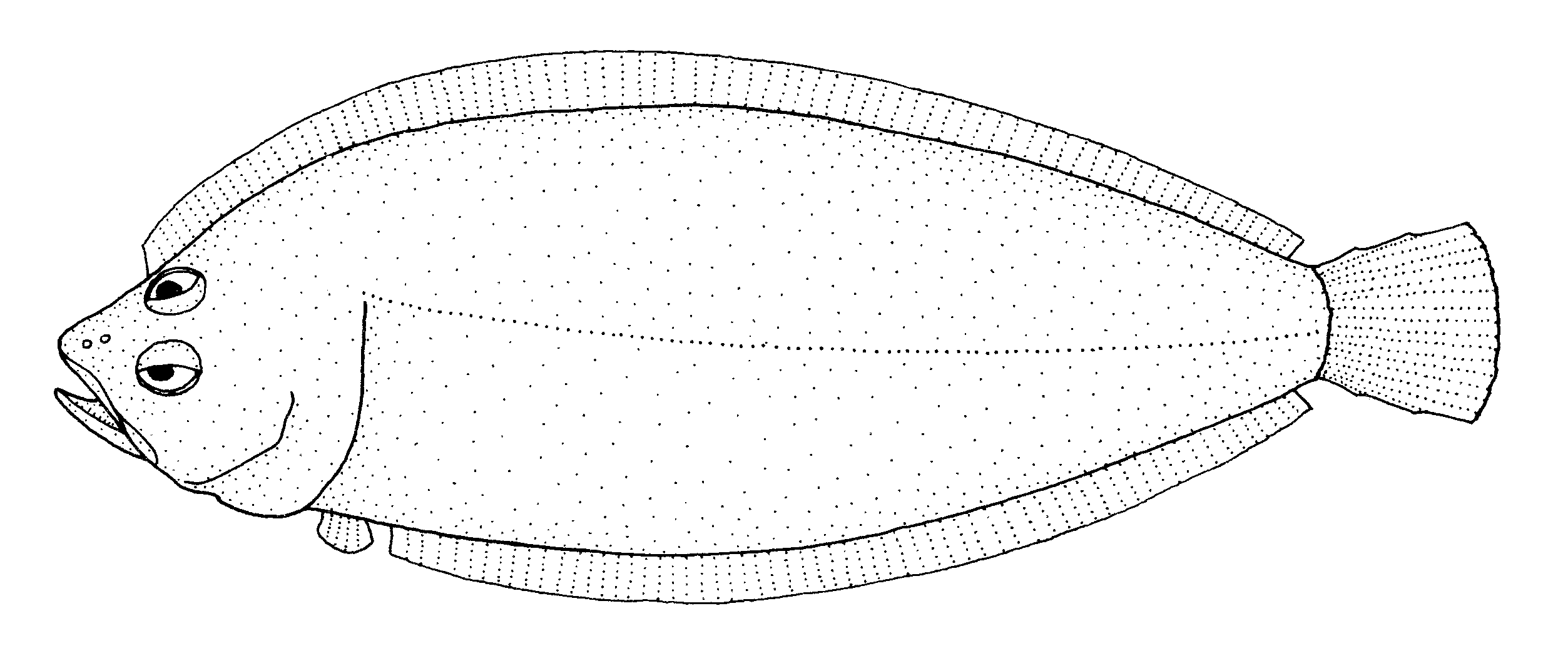
Neoachiropsetta milfordi

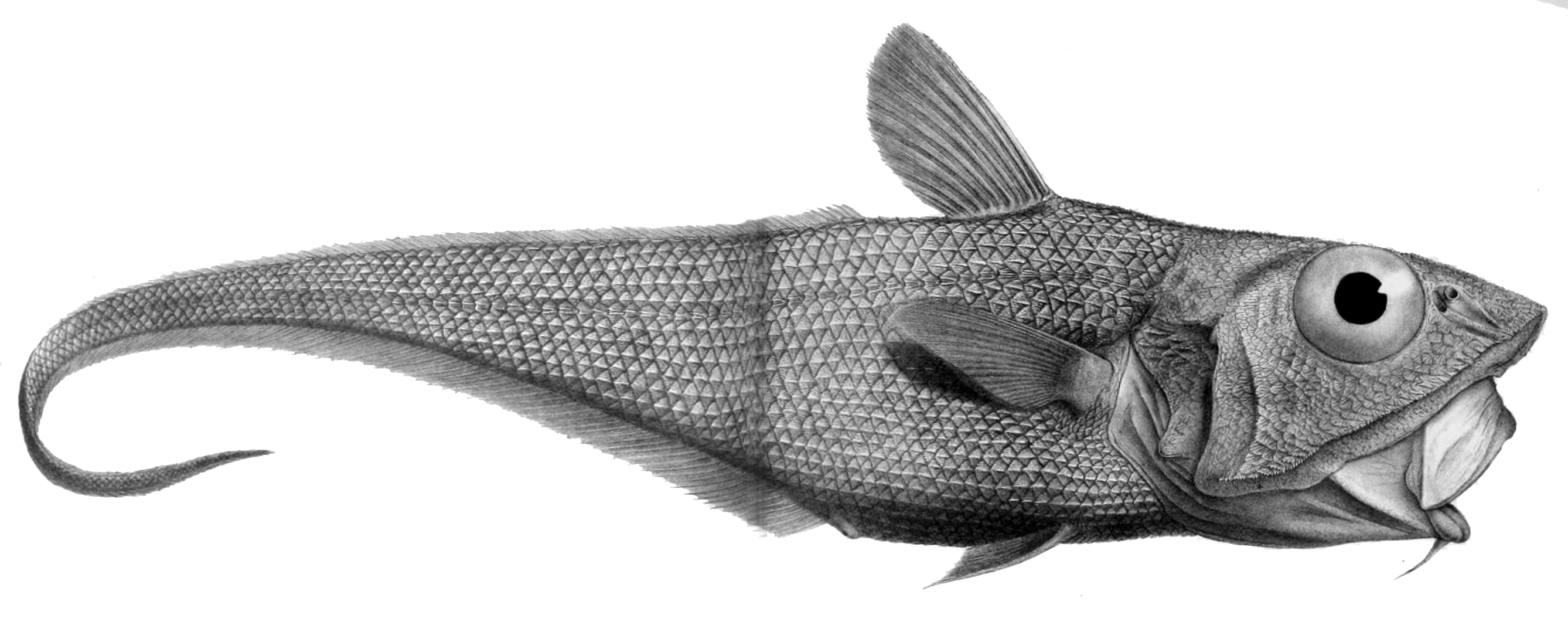
Macrourus carinatus

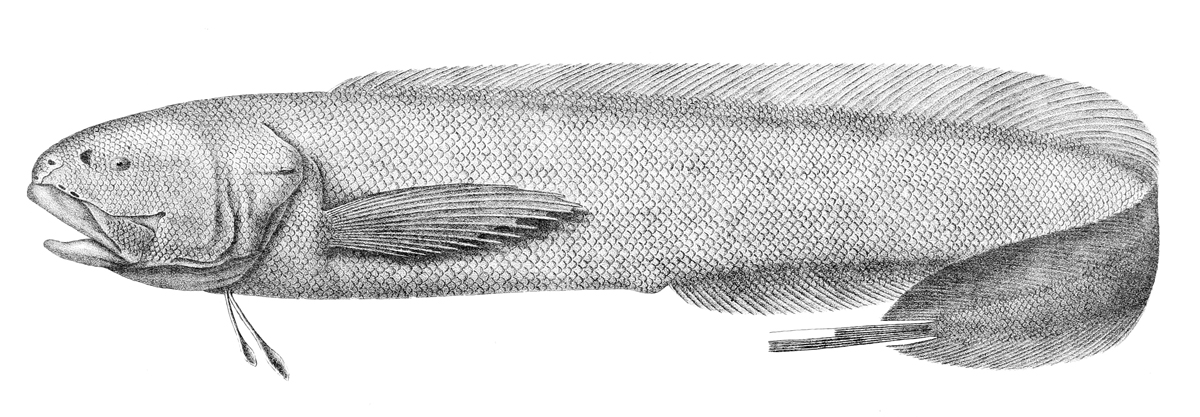
Holcomycteronus brucei

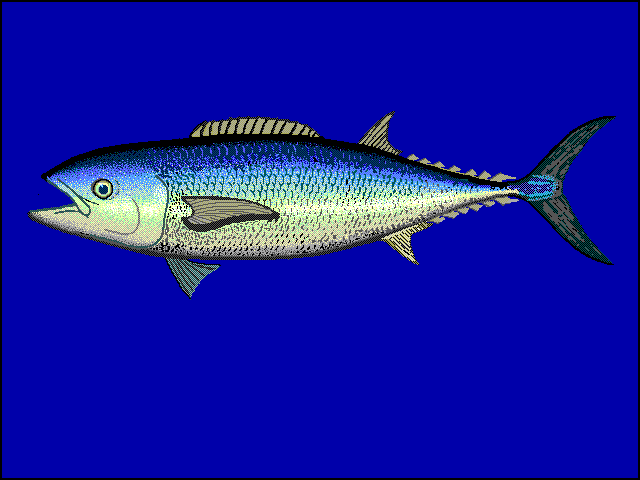
Gasterochisma melampus

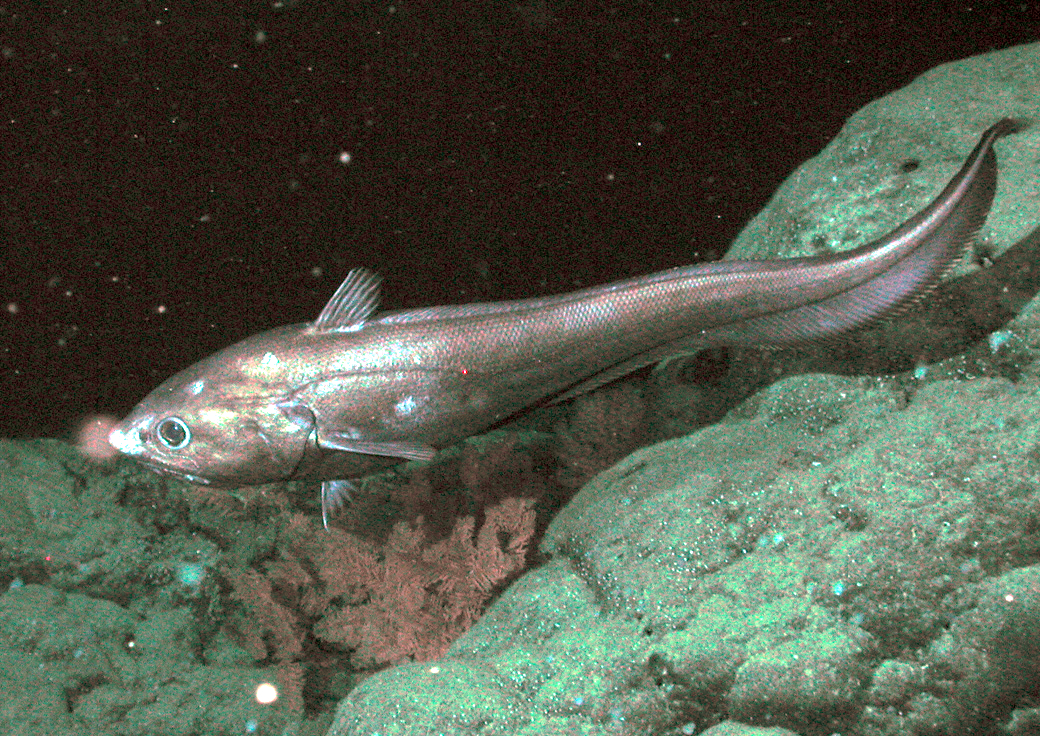
Coryphaenoides armatus

Aquesta llista de peixos de peixos de les illes Crozet -incompleta- inclou 30 espècies de peixos que es poden trobar a les illes Crozet ordenades per l'ordre alfabètic de llur nom científic.

## A
- Achiropsetta tricholepis
- Apagesoma australis

## C
- Careproctus crozetensis
- Careproctus discoveryae
- Coryphaenoides armatus

## G
- Gasterochisma melampus
- Gobionotothen marionensis

## H
- Harpagifer crozetensis[1]
- Harpagifer kerguelensis
- Harpagifer spinosus
- Holcomycteronus brucei

## L
- Lepidonotothen mizops
- Lepidonotothen squamifrons

## M
- Macrourus carinatus
- Mancopsetta maculata maculata
- Melanostigma vitiazi
- Muraenolepis marmorata
- Muraenolepis orangiensis

## N
- Neoachiropsetta milfordi
- Notothenia coriiceps

## P
- Paradiplospinus antarcticus
- Paraliparis copei kerguelensis
- Paraliparis duhameli
- Paraliparis gracilis
- Paraliparis obliquosus
- Paraliparis wolffi
- Pseudomancopsetta andriashevi

## T
- Thunnus maccoyii
- Trachurus longimanus

## Z
- Zanclorhynchus spinifer[2]